# NGC 5421A
NGC 5421A (другие обозначения — UGC 8941, IRAS13594+3404, MCG 6-31-45, KUG 1359+340, MK 665, ZWG 191.33, 1ZW 78, KCPG 407A, VV 120, ARP 111, PGC 49950) — галактика в созвездии Гончие Псы.
Этот объект входит в число перечисленных в оригинальной редакции «Нового общего каталога».
В галактике вспыхнула сверхновая SN 2012T типа Ia-p, её пиковая видимая звездная величина составила 17,4.